# Kulturhistorisk Museum

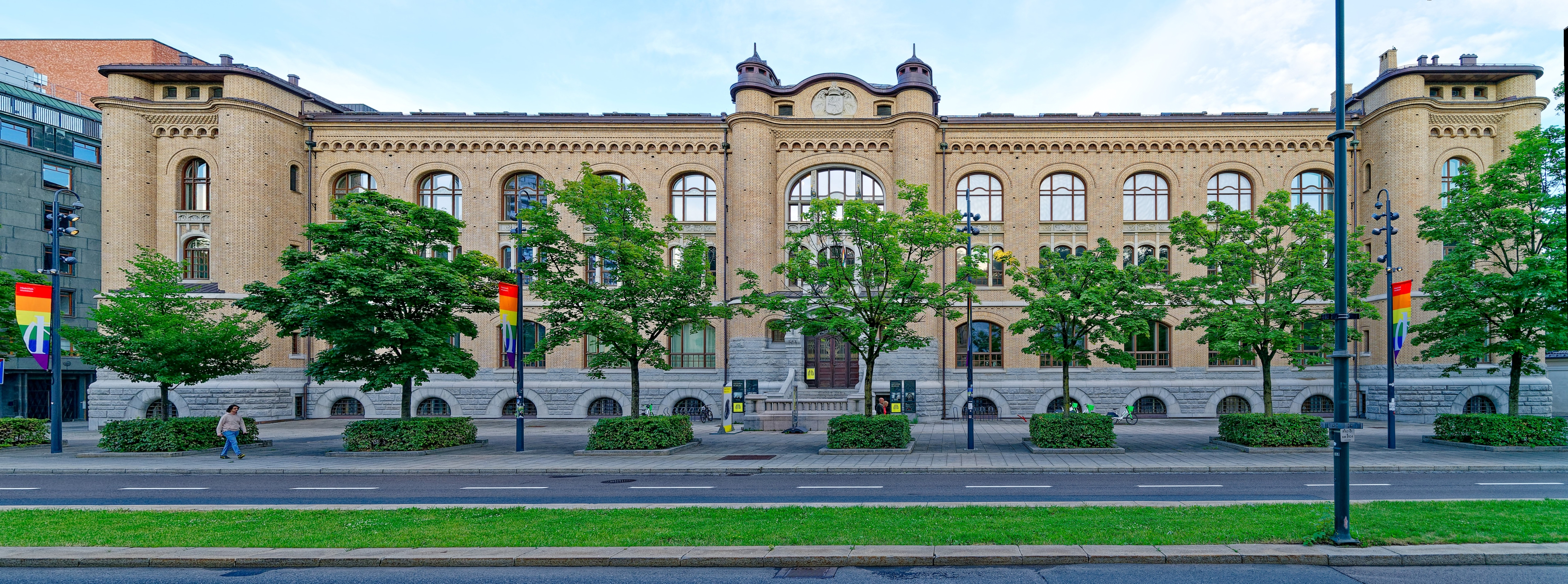
Das Hauptgebäude des Kulturhistorisk Museum in Oslo.

Kulturhistorisk Museum (KHM) ist ein Museum der Universität Oslo.
Das Hauptgebäude des heutigen Kulturhistorisk Museum wurde 1897 nach einem Beschluss des Storting, ein neues Museumsgebäude zum Aufbau eines staatlichen historischen Museums in Oslo zu errichten, nach Entwürfen des norwegischen Architekten Henrik Bull im Jugendstil gebaut.
Das Museum selbst entstand 1999 durch einen Zusammenschluss der Universitetets Oldsaksamling (Altertumssammlung), die unter anderem das Vikingskipshuset auf Bygdøy beinhaltet, des Myntkabinettet (Münzsammlung) und des Etnografisk Museum. Im Jahr 2004 wurde der Name des Museums in Kulturhistorisk museum geändert.
Der Museumsdirektor wird für jeweils vier Jahre eingestellt. Egil Mikkelsen wurde 1999 zum ersten Direktor des Museums. Seit 2014 ist der Archäologe Håkon Glørstad Direktor des Museums. 2019 wurde er in seinem Posten bestätigt.
Die Ausstellungen des Kulturhistorisk museum sind derzeit auf vier Hauptgebäuden im Stadtzentrum von Oslo verteilt, das Historische Museum in Frederiks gate 2 und Frederiks gate 3, das Laboratorium an Frederiks Gate 3 und St. Olavs Gate 29 sowie das Wikingerschiff-Museum auf der Halbinsel Bygdøy.

## Rundgang im Hauptgebäude Frederiks Gate
Erdgeschoss: Im linken Gebäudeteil wird in drei größeren und einigen kleineren Räumen das Mittelalter präsentiert. Schwerpunkte sind einige Exemplare größerer Runensteine (darunter den Runenstein von Tune) und einige hölzerne Stabkirchenportale. Einer der kleineren Räume zeigt die einzige erhaltene größere Raumausstattung einer Kirche aus dem norwegischen Mittelalter mit ihrer Bemalung, die Stabkirche von Ål in Hallingdal. Spezielle Wikingerthemen finden sich in einem der größeren Räume. Hier ist auch der weltweit einzig erhaltene Wikingerhelm, der Gjermundbu-Helm zu besichtigen. Dem Eingang gegenüber liegt die Schatzkammer mit Exponaten aus Gold, darunter der Schatz von Hoen aus der Provinz Buskerud. Im rechten Gebäudeteil befinden sich die Kasse mit einem etwas größeren Museumsshop. In einem größeren Raum wird im Jahr 2016 eine neue Ausstellung mit dem Titel "Kollaps" eröffnet, mit der die Parallelen zwischen norwegischer Pionierbesiedlung, polynesischer Kosmologie und Urban Gardening dargestellt werden sollen.

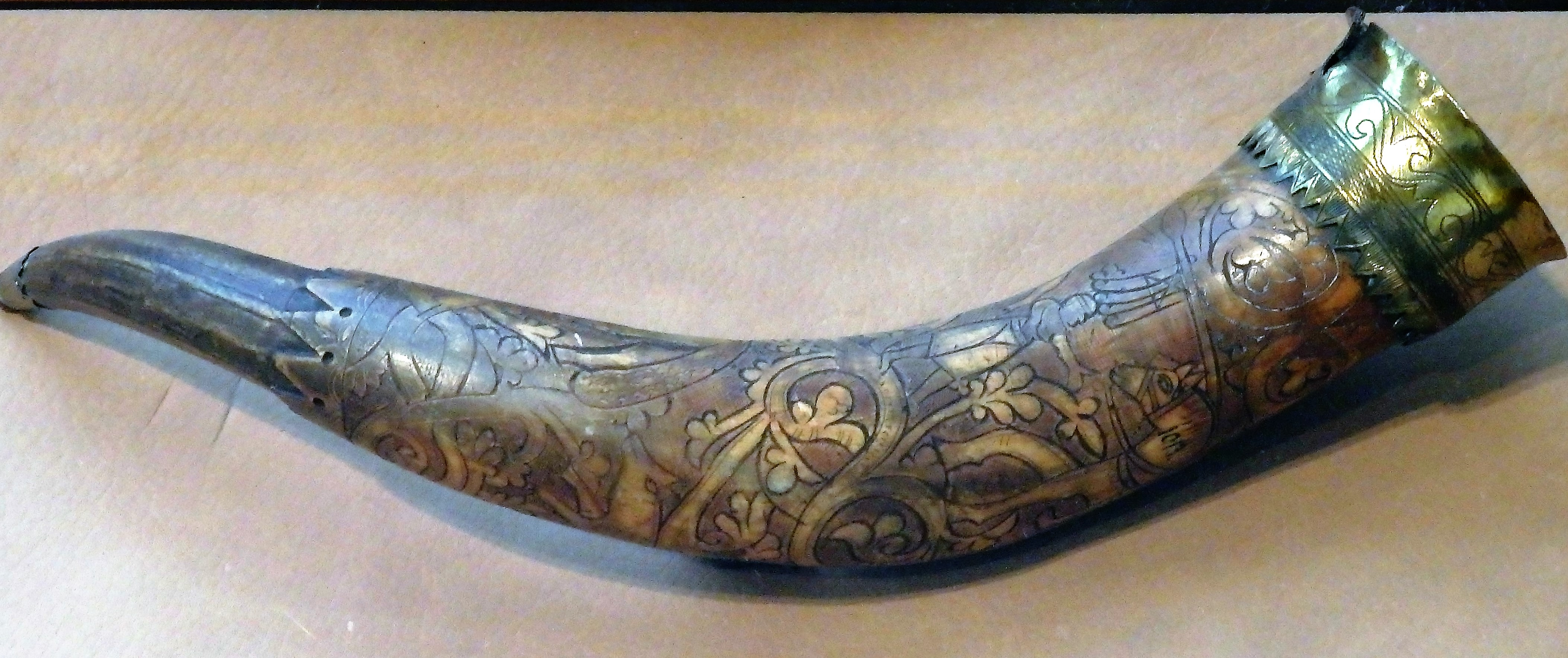
Trinkhorn, ca. 1300 n. Chr.
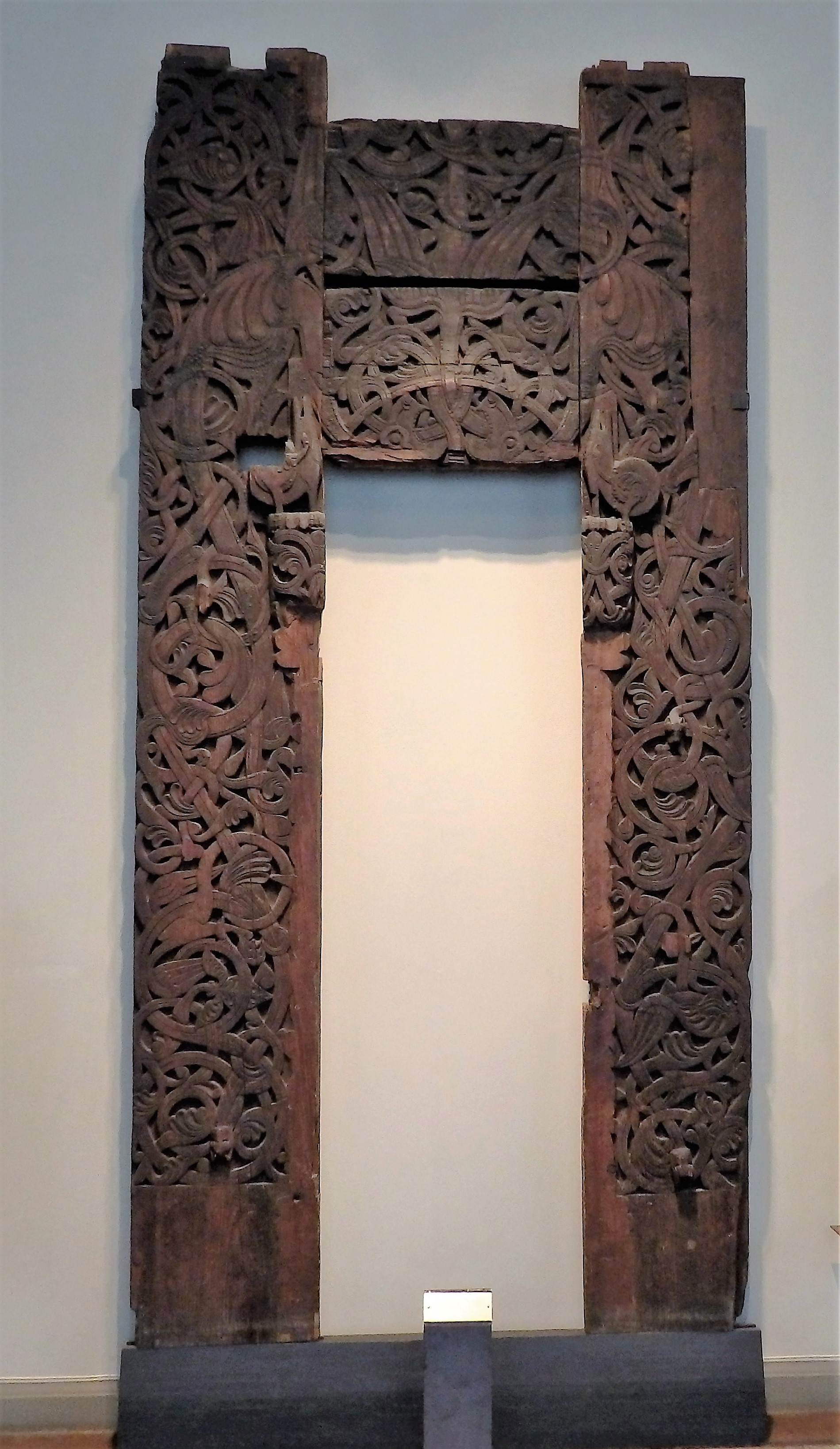
Portal der Stabkirche von Tinn, Telemark
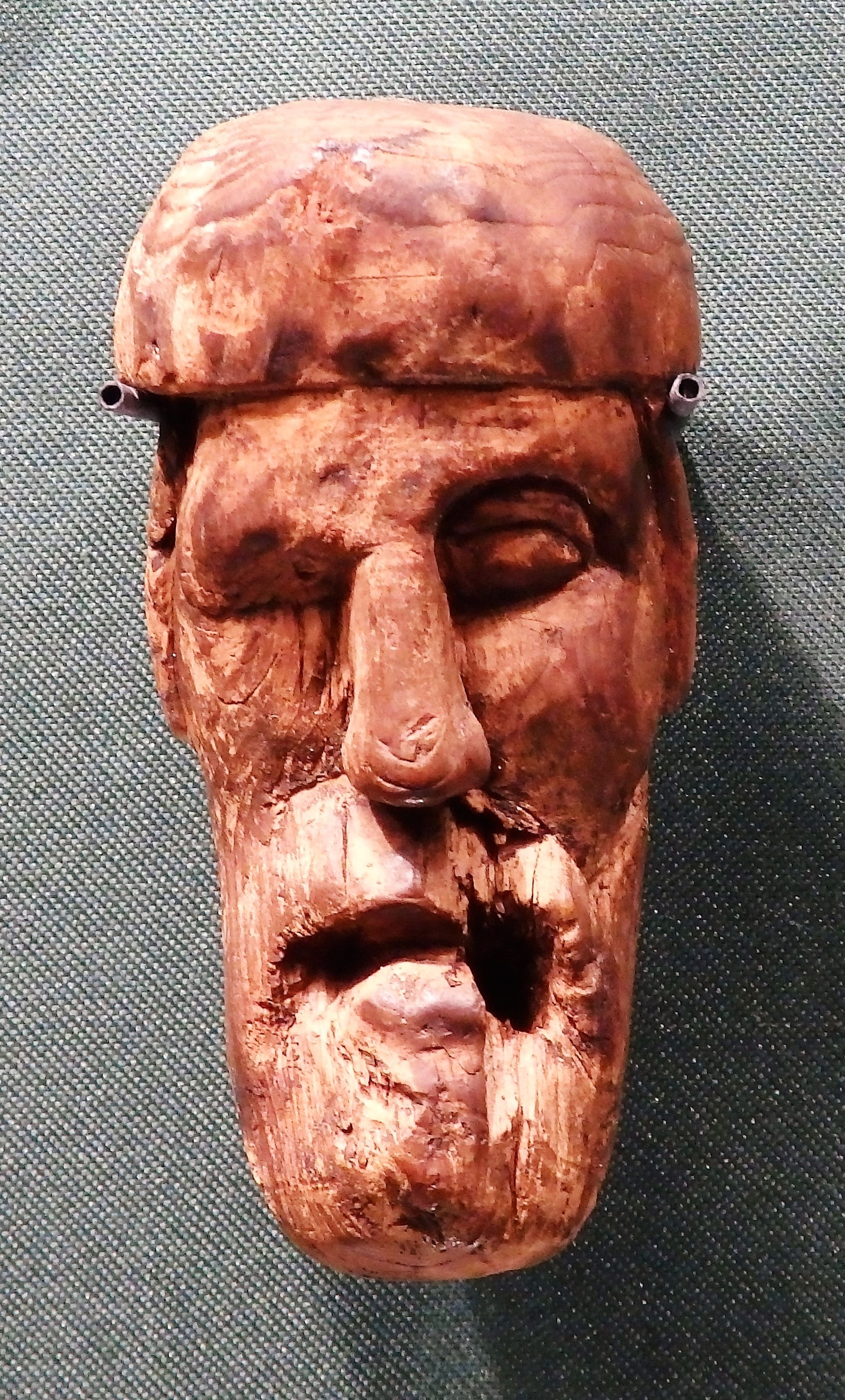
Odinskopf aus Holz, ca. 12./13. Jh. n. Chr.
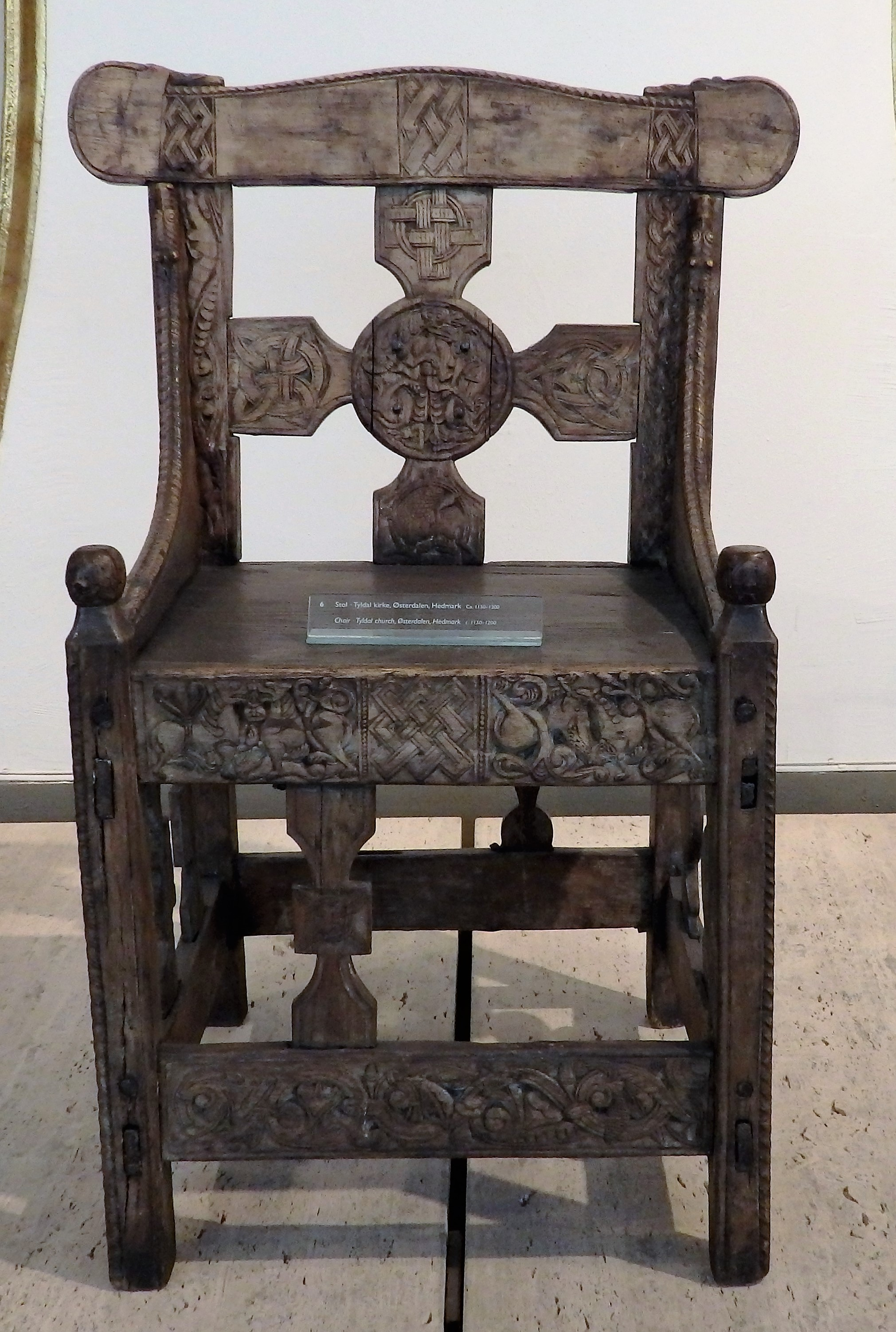
Stuhl aus der Tydalkirche, Österdalen, 1150–1200 n. Chr.
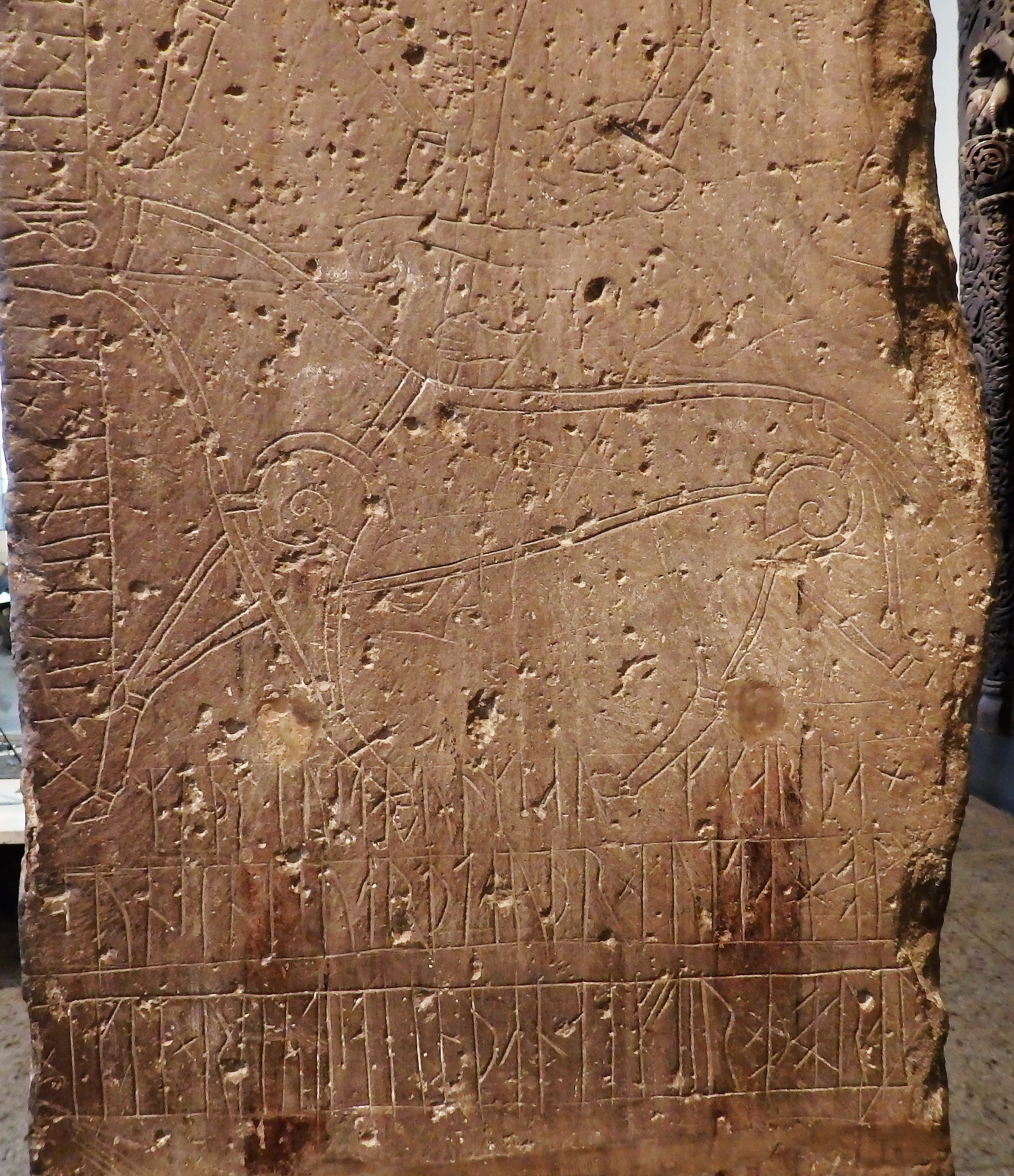
Runenstein von Alstad, ca. 1000–1025 n. Chr.
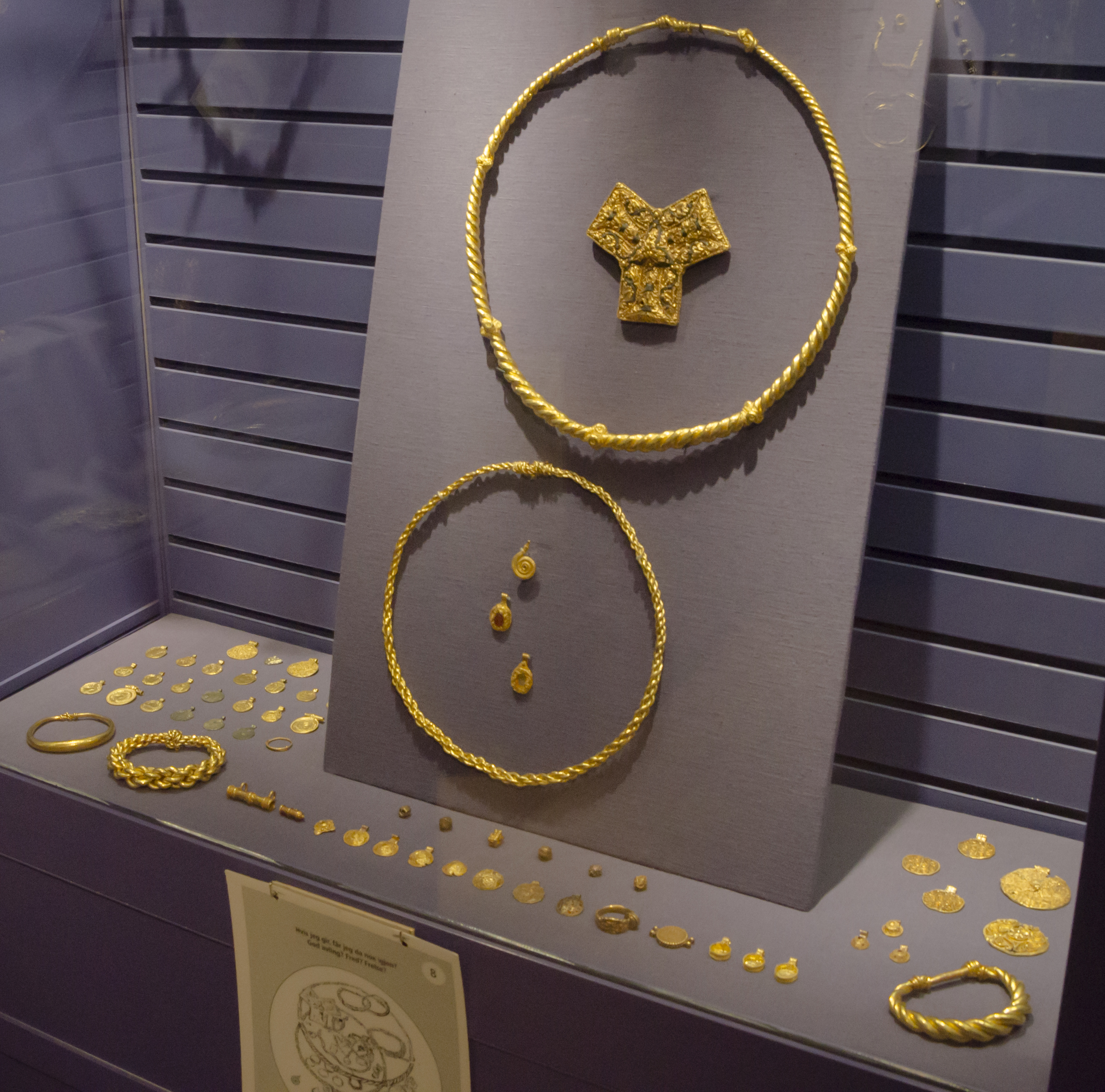
Schatz von Hoen, ca. 9. Jh. n. Chr.

2. Etage: Links sind in eine kleine Sammlung zur Antike im Mittelmeerraum und eine größere Präsentation zum Thema "Arktis" (traditionelle Bekleidung und Alltagsgegenstände der indigenen Bevölkerung, Sammlung Roald Amundsens von seiner Expedition 1903 bis 1906) untergebracht. Rechts in jeweils eigenen Räumen die Bereiche: Altes Ägypten (Sarkophage, Mumien, Grabbeigaben), Amerika und ein Saal der Bank von Norwegen, der sich der Funktion des norwegischen Goldbestandes der Nationalbank während der deutschen Besetzung im Zweiten Weltkrieg widmet.
3. Etage: diese Ausstellungsräume sind Wechselausstellungen und einem Vortragssaal vorbehalten.
4. Etage: Im rechten Gebäudeteil ist die Bibliothek untergebracht und es wird die Ostasiensammlung präsentiert. Der linke Gebäudeteil wird (noch) nicht für die Öffentlichkeit genutzt.